# David Dekker
David Dekker (ur. 2 lutego 1998 w Amersfoort) – holenderski kolarz szosowy.
Pochodzi z rodziny związanej z kolarstwem – dyscyplinę tę uprawiali również jego: brat (Kelvin Dekker), ojciec (Erik Dekker), bratankowie (Dick Dekker i Gerard Dekker) oraz kuzyn (Jens Dekker).

## Osiągnięcia
Opracowano na podstawie:

2016
- 1. miejsce w Tour des Portes du Pays d'Othe
- 3. miejsce w mistrzostwach Holandii juniorów (start wspólny)

2018
- 1. miejsce w klasyfikacji górskiej Olympia’s Tour

2019
- 1. miejsce na 1. etapie Karpackiego Wyścigu Kurierów
- 1. miejsce w mistrzostwach Holandii U23 (start wspólny)

2020
- 1. miejsce w Ster van Zwolle
- 3. miejsce w Le Samyn
- 1. miejsce w Dorpenomloop Rucphen

2021
- 1. miejsce w klasyfikacji punktowej UAE Tour

## Rankingi
| Rok             | 2019 | 2020 | 2021  | 2022 | 2023 | 2024 |
| --------------- | ---- | ---- | ----- | ---- | ---- | ---- |
| World Ranking   | 982. | 254. | 1026. | -    | 490. | 702. |
| UCI Europe Tour | 707. | 209. | 763.  | -    | -    | -    |
|                 |      |      |       |      |      |      |
| Źródło: UCI     |      |      |       |      |      |      |